# دافيد جيمس
دافيد جيمس (بالإنجليزية: Dafydd James)‏ هو لاعب اتحاد الرغبي بريطاني، ولد في 24 يوليو 1975 في Mufulira ‏ في زامبيا.

## وصلات خارجية
- دافيد جيمس على موقع دوري الرغبي الممتاز (الإنجليزية)
- دافيد جيمس على موقع سلسلة سباعيات الرغبي العالمية - رجال (الإنجليزية)
- دافيد جيمس عل موقع إسبنسكروم (الإنجليزية)
- دافيد جيمس على موقع ItsRugby.co.uk (الإنجليزية)